# Dave Finkel
Dave Finkel (15 de Maio de 1970, Flórida, Califórnia) é um produtor de televisão, actor e roteirista americano, que já trabalhou em muitos programas de televisão de sucesso. Muitas vezes ele trabalha com seu parceiro de roteiro, Brett Baer.

## Trabalhos de escrita
- 30 Rock (2006)
- Joey (2005)
- The Norm Show
- Pinky and the Brain
- Duckman
- Animaniacs
- What They Play